# فاليمونت
فاليمونت (بالإنجليزية: Valleymount)‏ هي منطقة سكنية تقع في جمهورية أيرلندا في مقاطعة ويكلاو. يقدر عدد سكانها وترتفع عن سطح البحر 198 متر.